# Scuola di Atzara
La scuola di Atzara è un movimento pittorico legato alla città di Atzara in Sardegna. Un pezzo della cultura pittorica dei Novecento si è formato in questo paese che in fatto di mecenatismo può raccontare una sua storia durata oltre mezzo secolo e che ha visto maestri di grande valore celebrare le sue bellezze. Gli artisti dedicavano la loro attenzione ai costumi e alle tradizioni delle comunità, rappresentavano in mille modi la realtà della popolazione, e questo attraeva ed inorgogliva gli atzaresi (diversi modelli di quei grandi artisti sono ancora in vita). 
Dal principio del XX secolo accolse i primi maestri, giovani studenti spagnoli. In origine ci sarebbe stato l'incontro casuale tra artisti iberici, ospiti dell'Accademia di Spagna, e i pellegrini provenienti da Cagliari. Tra questi, spiccava un gruppo in costume di Atzara e messo in evidenza dallo straordinario abbigliamento cerimoniale sia maschile sia femminile. 
Probabilmente il desiderio di conoscere meglio una realtà nella quale resistevano costumi suggestivi, ancora legati ad arcaici modelli di vita, costituì una spinta per un viaggio di esplorazione. 
Peraltro tra l'Ottocento ed il novecento, il folklore rappresentava forse il tema più diffuso e apprezzato negli ambienti artistici spagnoli dove esisteva una tendenza denominata costrumbrismo. 
Dall'insieme della vicenda emerge soprattutto un interesse umano, la volontà di vivere direttamente in una dimensione fuori dalla norma, come quella offerta allora dalla Sardegna col suo patrimonio popolare intatto, soprattutto nei suoi centri più interni. 
Il primo a giungere in Sardegna fu Eduardo Chicharro Aguera, di Madrid, allora studente dell'Accademia spagnola delle Belle Arti di Roma dove, nel 1900, incontrò una compagnia di atzaresi ivi presenti per il giubileo. Chicharro conobbe un possidente atzarese, Bartolomeo Demurtas (noto Ziu Arzolu), persona politicamente e culturalmente impegnata, tanto che per diverso tempo ricoprì le cariche di sindaco e podestà. Il pittore spagnolo, affascinato dai costumi e dalla gente sarda, chiese e ottenne dal governo spagnolo l'autorizzazione a venire in Sardegna con l'impegno di donare al governo una grande tela che avrebbe dipinto in loco. Ospitato dal Demurtas, scelse di dipingere il ritorno dalla festa di San Mauro. Ma ammalatosi di malaria dovette far rientro in Spagna. 
Alcuni anni dopo, nel 1907, giunse in paese un altro studente dell'accademia iberica a Roma. Si trattava di Antonio Ortiz Echagüe, morto negli anni quaranta, uno dei più celebri pittori spagnoli della sua generazione, fondatore del costumbrismo, movimento che in quegli anni fioriva nella penisola iberica e che si radicò per decenni nella cultura pittorica spagnola. 
Anch'egli rimase colpito dalla bellezza del paese, dalla sua gente, dai suoi colori. Come il suo predecessore, per soggiornare in Sardegna dovette impegnarsi col governo spagnolo a consegnare una tela e ci riuscì. Il quadro si intitolava La festa della confraternita di Atzara e ritraeva gente del luogo con il tradizionale costume. L'opera gli assicurò fama, successo e premi internazionali.
Chicharro e Ortiz fecero scuola tra le vigne e le cantine di Atzara, tanto da gettare le basi per una sorta di “accademia spontanea”. Su queste colline sorse un cenacolo al quale presero parte alcuni tra i più grandi pittori sardi, Antonio Ballero, Giuseppe Biasi, Filippo Figari, Carmelo Floris, Mario Delitalia, Stanis Dessy. 
In seguito arrivò Bernardino Dequiros, a lungo ospite della famiglia Ballero. Dequiros avrebbe dipinto una tela per il cimitero di Nuoro, di cui però si sono perse le tracce. 
Dopo Dequiros giunse Antonio de Castillo, che vi sostò per alcuni mesi. 
Durante la seconda guerra mondiale il celebre Galep disegnatore di Tex (Aurelio Galleppini) visse ad Atzara. Filippo Figari vi si fermò per circa 10 anni, dipingendo alcune delle sue tele più apprezzate, molte delle quali ora esposte al palazzo del governo a Cagliari. 
Infine vi fu ospite per varie volte anche il pittore Giuseppe Biasi. 
Ma Atzara ha il vanto di aver dato i natali a un grande pittore del novecento sardo, Antonio Corriga, che ha concepito il progetto di allestire una pinacoteca. 